# 一乗アキ
一乗 アキ（いちじょう アキ、1969年11月13日- ）は、元バスケットボール選手である。現姓・清川。元日本代表選手。身長180cm。

## 来歴
広島県広島市東区出身。広島市立広島商業高等学校卒。中学1年（広島市立二葉中学校）でバスケットボールを始める。高校3年の時、シャンソン化粧品（現・シャンソンVマジック）の中川文一監督にスカウトされ1988年入団。村上睦子、加藤貴子らとともにWリーグシャンソン10連覇に貢献した。
日本代表（全日本）入りは1989年。1990年北京アジア大会、1994年世界選手権出場。同年広島アジア大会では銀メダルを獲得。最終聖火ランナーも務めた。1996年、アトランタオリンピックでは主将を務め7位に貢献した。参河紀久子、岡里明美とともに「3Pシューター」として名を馳せビッグゲームで大活躍した。片足と両手を高くあげる独特のフォームは「フラミンゴ・シュート」と呼ばれた。1997年結婚を機に引退。現在も全国の学校をまわり後進の指導にあたっている。

## 経歴
- 広島商業高校 - シャンソン化粧品（1988年〜1997年）

## 日本代表歴
- 1990年世界選手権
- 北京アジア大会
- バルセロナオリンピック予選
- 1994年世界選手権
- 広島アジア大会
- アトランタオリンピック